# Зак Ріналдо
Зак Ріналдо (англ. Zac Rinaldo, нар. 15 червня 1990, Гамільтон) — канадський хокеїст, крайній нападник клубу НХЛ «Аризона Койотс».

## Ігрова кар'єра
Хокейну кар'єру розпочав 2005 року.
2008 року був обраний на драфті НХЛ під 178-м загальним номером командою «Філадельфія Флаєрс».
Захищав кольори професійних команд «Філадельфія Флаєрс» та «Бостон Брюїнс». Наразі ж грає за клуб НХЛ «Аризона Койотс».
Усього провів 275 матчів у НХЛ, включаючи 14 матчів плей-оф Кубка Стенлі.

## Статистика
| Сезон        | Клуб                                | Ліга         | Регулярний сезон | Регулярний сезон | Регулярний сезон | Регулярний сезон | Регулярний сезон | Плей-оф | Плей-оф | Плей-оф | Плей-оф | Плей-оф |
| Сезон        | Клуб                                | Ліга         | І                | Г                | П                | О                | ШХ               | І       | Г       | П       | О       | ШХ      |
| ------------ | ----------------------------------- | ------------ | ---------------- | ---------------- | ---------------- | ---------------- | ---------------- | ------- | ------- | ------- | ------- | ------- |
| 2005–06      | «Гамільтон Булльдогс Міджет (мол.)» | ХЛПО         | 26               | 9                | 15               | 24               | 101              | —       | —       | —       | —       | —       |
| 2006–07      | «Гамільтон Ред Вінгс»               | МХЛО         | 44               | 16               | 16               | 32               | 193              | —       | —       | —       | —       | —       |
| 2006–07      | «Торонто Сейнт Майклс Майорс»       | ХЛО          | 6                | 0                | 0                | 0                | 2                | —       | —       | —       | —       | —       |
| 2007–08      | «Міссісога Стілгедс»                | ХЛО          | 63               | 7                | 7                | 14               | 191              | 4       | 0       | 0       | 0       | 9       |
| 2008–09      | «Міссісога Стілгедс»                | ХЛО          | 34               | 6                | 7                | 13               | 112              | —       | —       | —       | —       | —       |
| 2008–09      | «Лондон Найтс»                      | ХЛО          | 22               | 4                | 13               | 17               | 89               | 8       | 1       | 1       | 2       | 26      |
| 2009–10      | «Лондон Найтс»                      | ХЛО          | 34               | 8                | 7                | 15               | 148              | —       | —       | —       | —       | —       |
| 2009–10      | «Беррі Колтс»                       | ХЛО          | 26               | 2                | 8                | 10               | 107              | 4       | 2       | 0       | 2       | 11      |
| 2010–11      | «Едріондек Фантомс»                 | АХЛ          | 60               | 3                | 6                | 9                | 331              | —       | —       | —       | —       | —       |
| 2010–11      | «Філадельфія Флаєрс»                | НХЛ          | —                | —                | —                | —                | —                | 2       | 0       | 0       | 0       | 12      |
| 2011–12      | «Філадельфія Флаєрс»                | НХЛ          | 66               | 2                | 7                | 9                | 232              | 5       | 0       | 0       | 0       | 48      |
| 2011–12      | «Едріондек Фантомс»                 | АХЛ          | 4                | 1                | 1                | 2                | 11               | —       | —       | —       | —       | —       |
| 2012–13      | «Едріондек Фантомс»                 | АХЛ          | 31               | 2                | 3                | 5                | 92               | —       | —       | —       | —       | —       |
| 2012–13      | «Філадельфія Флаєрс»                | НХЛ          | 32               | 3                | 2                | 5                | 85               | —       | —       | —       | —       | —       |
| 2013–14      | «Філадельфія Флаєрс»                | НХЛ          | 67               | 2                | 2                | 4                | 153              | 7       | 0       | 0       | 0       | 4       |
| 2014–15      | «Філадельфія Флаєрс»                | НХЛ          | 58               | 1                | 5                | 6                | 102              | —       | —       | —       | —       | —       |
| 2015–16      | «Бостон Брюїнс»                     | НХЛ          | 52               | 1                | 2                | 3                | 83               | —       | —       | —       | —       | —       |
| 2015–16      | «Провіденс Брюїнс»                  | АХЛ          | 2                | 0                | 0                | 0                | 12               | —       | —       | —       | —       | —       |
| 2016–17      | «Провіденс Брюїнс»                  | АХЛ          | 29               | 5                | 2                | 7                | 20               | —       | —       | —       | —       | —       |
| Усього в НХЛ | Усього в НХЛ                        | Усього в НХЛ | 275              | 9                | 18               | 27               | 655              | 14      | 0       | 0       | 0       | 64      |